# 庄司匡宏
庄司 匡宏（しょうじ まさひろ、1979年 - ）は、日本の経済学者。専門は開発経済学。東京大学社会科学研究所比較現代経済部門教授。

## 人物・経歴
東京都立新宿高等学校を経て2002年横浜国立大学経済学部卒業。2008年応用系計量経済学コンファランス優秀論文賞受賞。2009年東京大学大学院経済学研究科修了。同年成城大学経済学部専任講師。2012年成城大学経済学部准教授。2017年行動経済学会奨励賞受賞。2019年成城大学経済学部教授。2020年東京大学社会科学研究所比較現代経済部門准教授。2021年東京大学社会科学研究所比較現代経済部門教授。2023年開発経済学会不破賞受賞。専門は開発経済学。

## 著書
- 『制度からガヴァナンスへ : 社会科学における知の交差』（河野勝編, 共著）東京大学出版会 2006年
- 『グローバル社会の変動に関する経済学的接近』（編書）成城大学研究機構グローカル研究センター 2013年
- 『ソーシャルビジネスは東北被災地に何をもたらすか？』（編書）成城大学研究機構グローカル研究センター 2013年
- 『災害復興とその課題に関する経済学的考察 : 途上国からの教訓』三菱経済研究所 2013年
- 『経済社会動態のグローカル研究』（岩崎尚人編, 共著）成城大学グローカル研究センター 2016年